# Tour du Limousin 1977
La 10e édition du Tour du Limousin s'est déroulée du 25 au 28 août 1977, et a vu s'imposer le Français Bernard Hinault.

## Classements des étapes
| Étape     | Date    | Villes étapes    | Vainqueur d'étape         | Equipe            | Leader du classement général | Équipe            |
| 1re étape | 25 août | Brive - Tulle    | Bernard Hinault           | Gitane-Campagnolo | Bernard Hinault              | Gitane-Campagnolo |
| 2e étape  | 26 août | Tulle - Limoges  | Francis Campaner          | Peugeot           | Bernard Hinault              | Gitane-Campagnolo |
| 3e étape  | 27 août | Limoges - Guéret | Pierre-Raymond Villemiane | Gitane-Campagnolo | Bernard Hinault              | Gitane-Campagnolo |
| 4e étape  | 28 août | Guéret - Brive   | Jean-Pierre Danguillaume  | Peugeot           | Bernard Hinault              | Gitane-Campagnolo |

## Classement final
| 1. | Bernard Hinault           | Gitane-Campagnolo |
| 2. | Jacques Bossis            | Gitane-Campagnolo |
| 3. | Pierre-Raymond Villemiane | Gitane-Campagnolo |